# Roodbuikmees
De roodbuikmees (Periparus rubidiventris; synoniem: Parus rubidiventris) is een zangvogel uit de familie Paridae (mezen).

## Verspreiding en leefgebied
Deze soort komt voor van de Himalaya tot Myanmar en centraal China. Er zijn vier ondersoorten:
- P. r. rubidiventris: de westelijke en centrale Himalaya.
- P. r. beavani: de oostelijke Himalaya.
- P. r. whistleri: Yunnan, Sichuan (zuidelijk en centraal China) en noordoostelijk Myanmar.
- P. r. saramatii: noordoostelijk India en noordwestelijk Myanmar.

## Status
De grootte van de populatie is niet gekwantificeerd maar de soort wordt omschreven als schaars tot algemeen. Op de Rode lijst van de IUCN heeft deze soort de status niet bedreigd.